# RD Prule 67
El Rokometno društvo Prule 67, comúnmente conocido como RD Prule 67 o simplemente Prule 67 es un equipo esloveno de balonmano de la ciudad de Ljubljana. Debido a problemas financieros, el club se disolvió en 2005. Ganaron el título de Liga de balonmano de Eslovenia en una ocasión, en la temporada 2001–02.

## Palmarés
Nacional
- Liga de balonmano de Eslovenia: 1 (2002)

Internacional
- Recopa de Europa 1999–2000 – Semifinales
- Recopa de Europa 2000–01 EHF  – Cuartos de final
- Copa EHF 2001–02 – Ronda 3
- Liga de Campeones de la EHF 2002-03  – Semifinales
- Liga de Campeones de la EHF 2003-04  – Dieciseisavos